# Anton von Lucke
Anton von Lucke (ur. 30 września 1989 w Hamburgu) – niemiecki aktor filmowy i telewizyjny.

## Życiorys
Urodził się jako syn Ulrike Pfeiffer, fotografki i reżyserki filmowej (zrealizowała film dokumentalny Werner Nekes: Życie między obrazami, 2017), i Philippa von Lucke, operatora filmowego. W latach 2011–2015 studiował aktorstwo w Akademii Sztuk Dramatycznych „Ernst Busch” w Berlinie. W sezonie 2015/16 był członkiem zespołu Deutsches Theater w Getyndze. W sezonie 2016/17 grał Romea w spektaklu Tragedia Romea i Julii.
Jego pierwszą rolą filmową był Frantz Hoffmeister w dramacie François Ozona Frantz (2016), który miał światową premierę na Festiwalu Filmowym w Wenecji w 2016.
W 2017 przyjął rolę Stephana Jänicke w serialu kryminalnym Babilon Berlin.

## Wybrana filmografia
- 2015: SOKO Leipzig jako Dominik Schröder
- 2016: Frantz jako Frantz Hoffmeister
- 2017: Babilon Berlin (Babylon Berlin) jako Stephan Jänicke
- 2018: Tatort: Familien jako Kasper Fröhlich
- 2018: Telefon 110 (Polizeiruf 110: Crash) jako Henry Müller
- 2022: Na Zachodzie bez zmian (Im Westen nichts Neues) jako kapitan von Helldorf